# Don Khon
Don Khon ou Don Khone (laotien : ດອນຄອນ) est une île de l'archipel de Si Phan Don sur le Mékong au Laos. L'île mesure 5 km de long et 3 km de large.

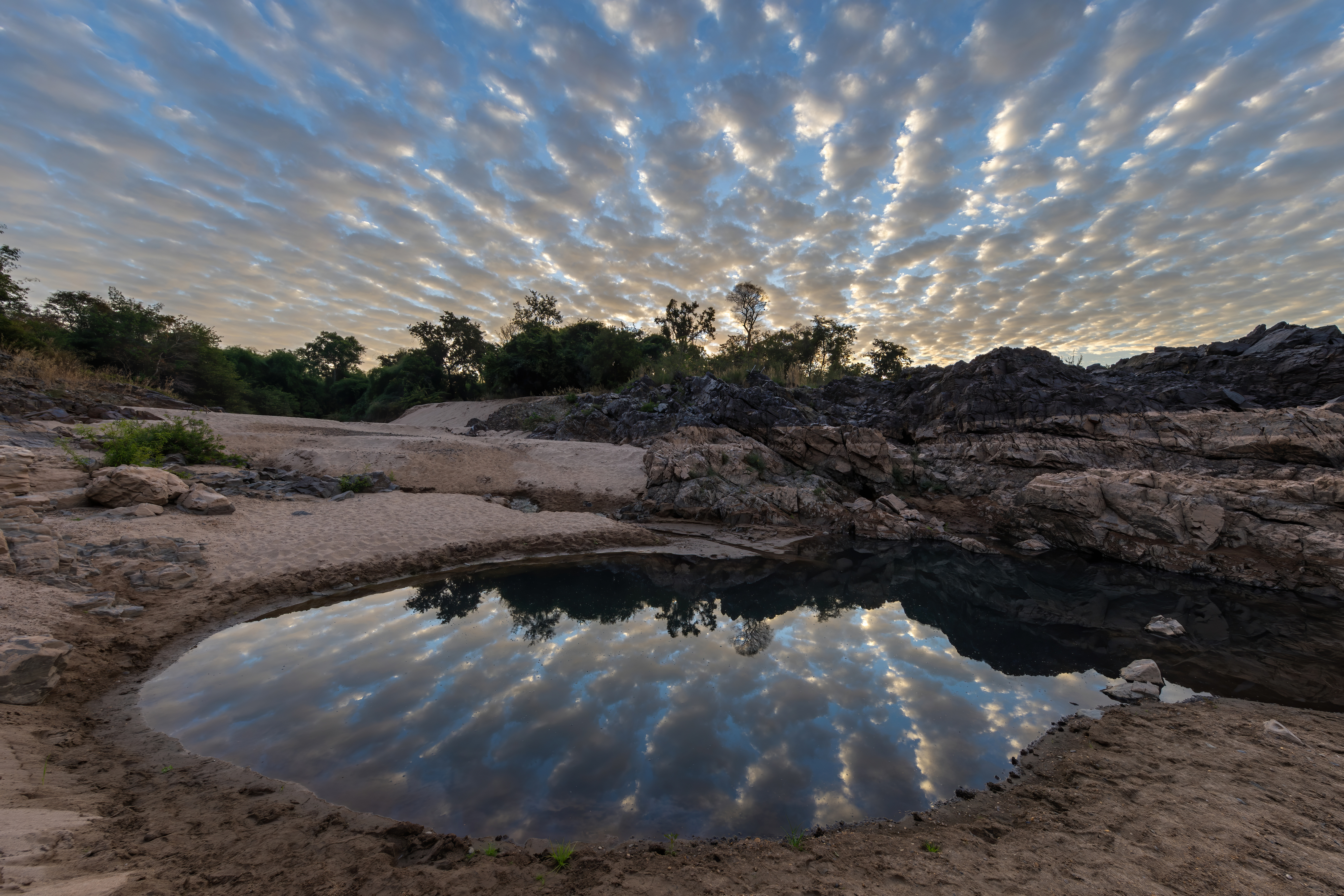
Reflet dans l'eau d'un étang de nuages gris et blancs filandreux sur une plage de sable de Don Khon avec des rochers au lever du soleil. Janvier 2022.

## Histoire
L'île de Don Khon et sa voisine Don Det ont joué un rôle important pour la navigation sur le Mékong au temps du protectorat français au Laos. Pour contourner les infranchissables écueils et rapides des chutes de Khone, le lieutenant de vaisseau Eugène Simon avait fait construire en 1893 une ligne de chemin de fer à voie étroite longue de 7 km (ou 14 km selon d'autres sources) et un pont à treize arches entre Don Khon et Don Det afin de permettre aux navires, marchandises et passagers de pouvoir continuer leur navigation le long du Mékong. Cette ligne de chemin de fer a fermé dans les années 1940,.

Ligne de chemin de fer entre l'île de Don Khon et l'île de de Don Det
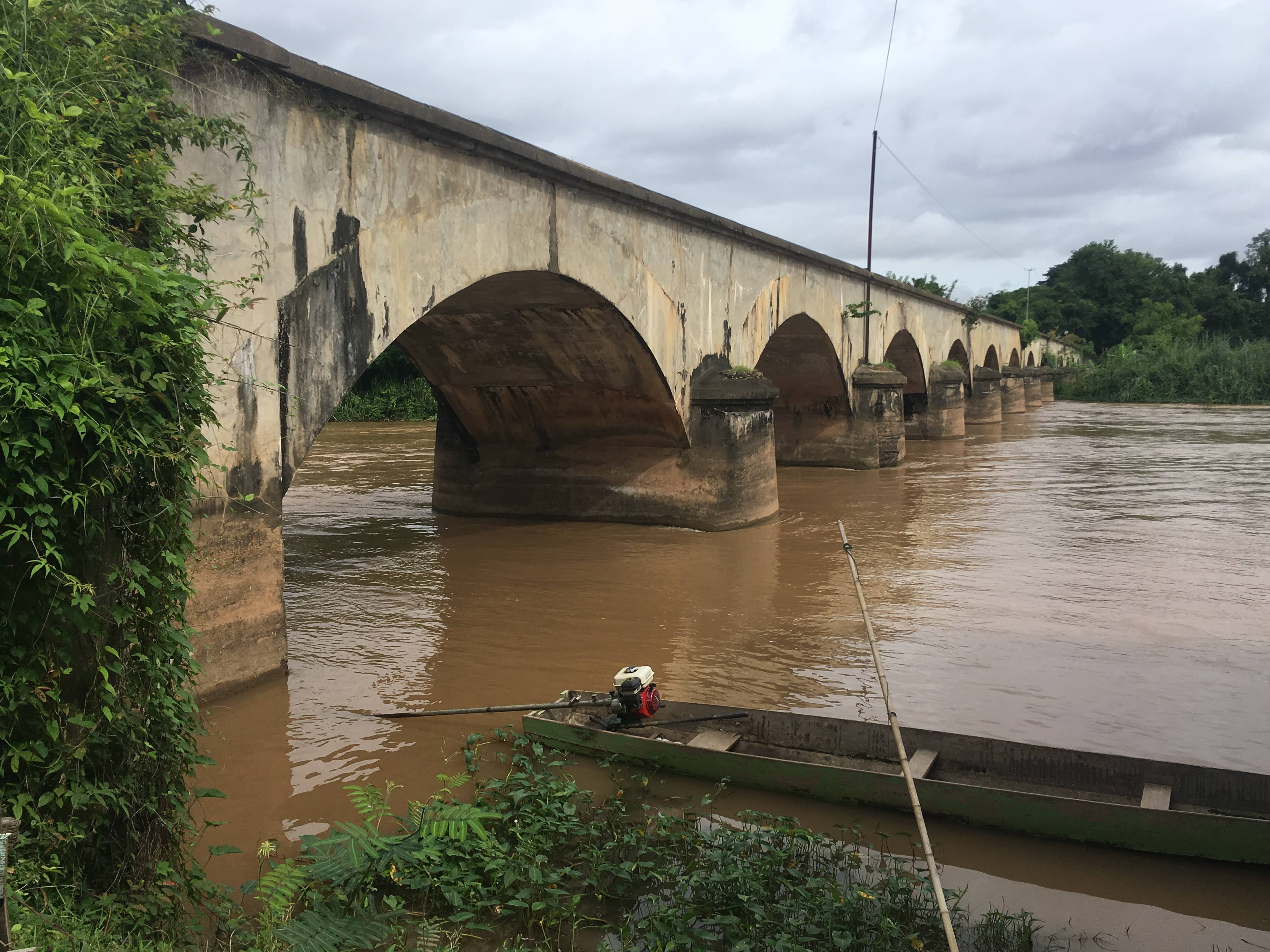
Pont reliant Don Khon à Don Det
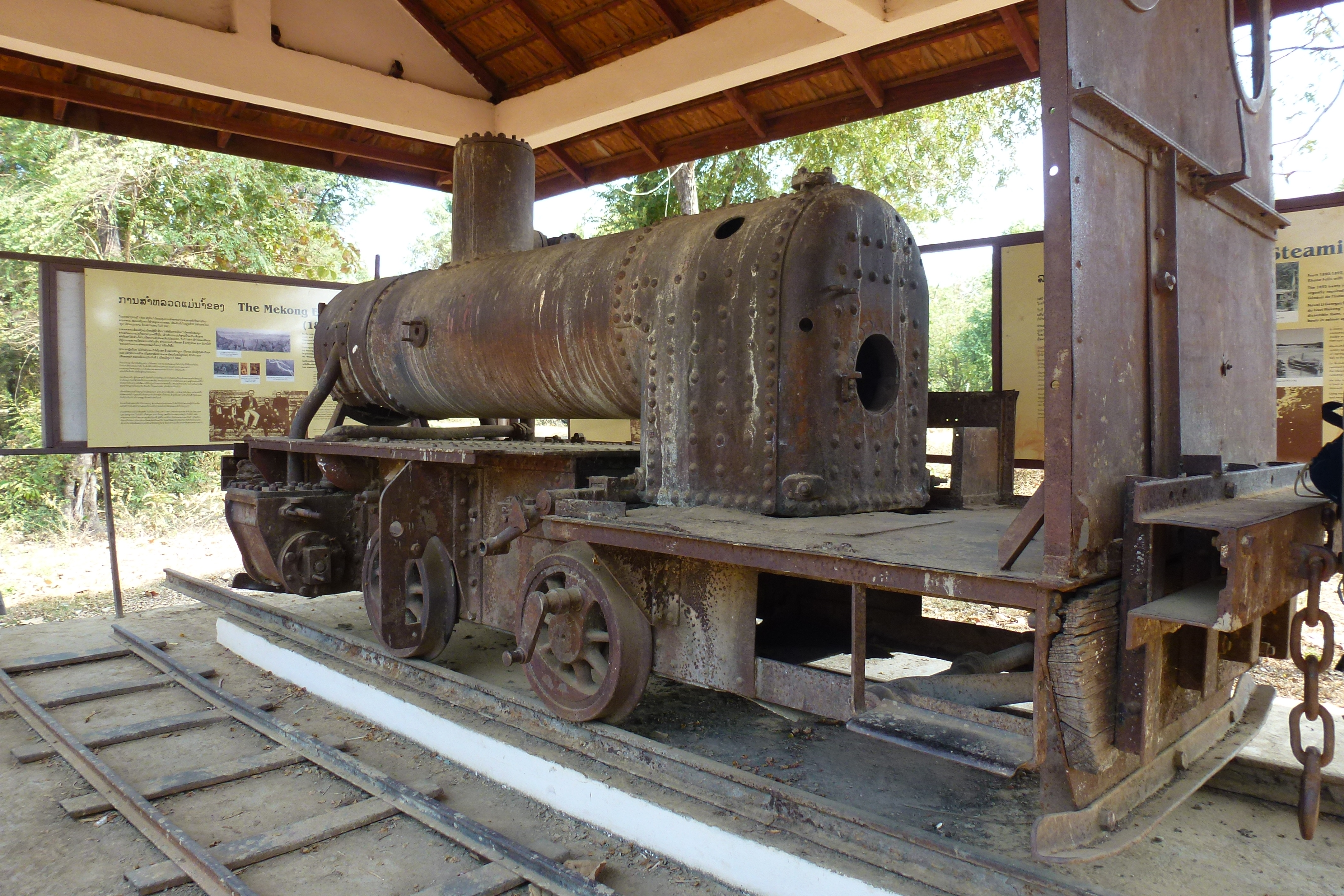
Locomotive de 1894
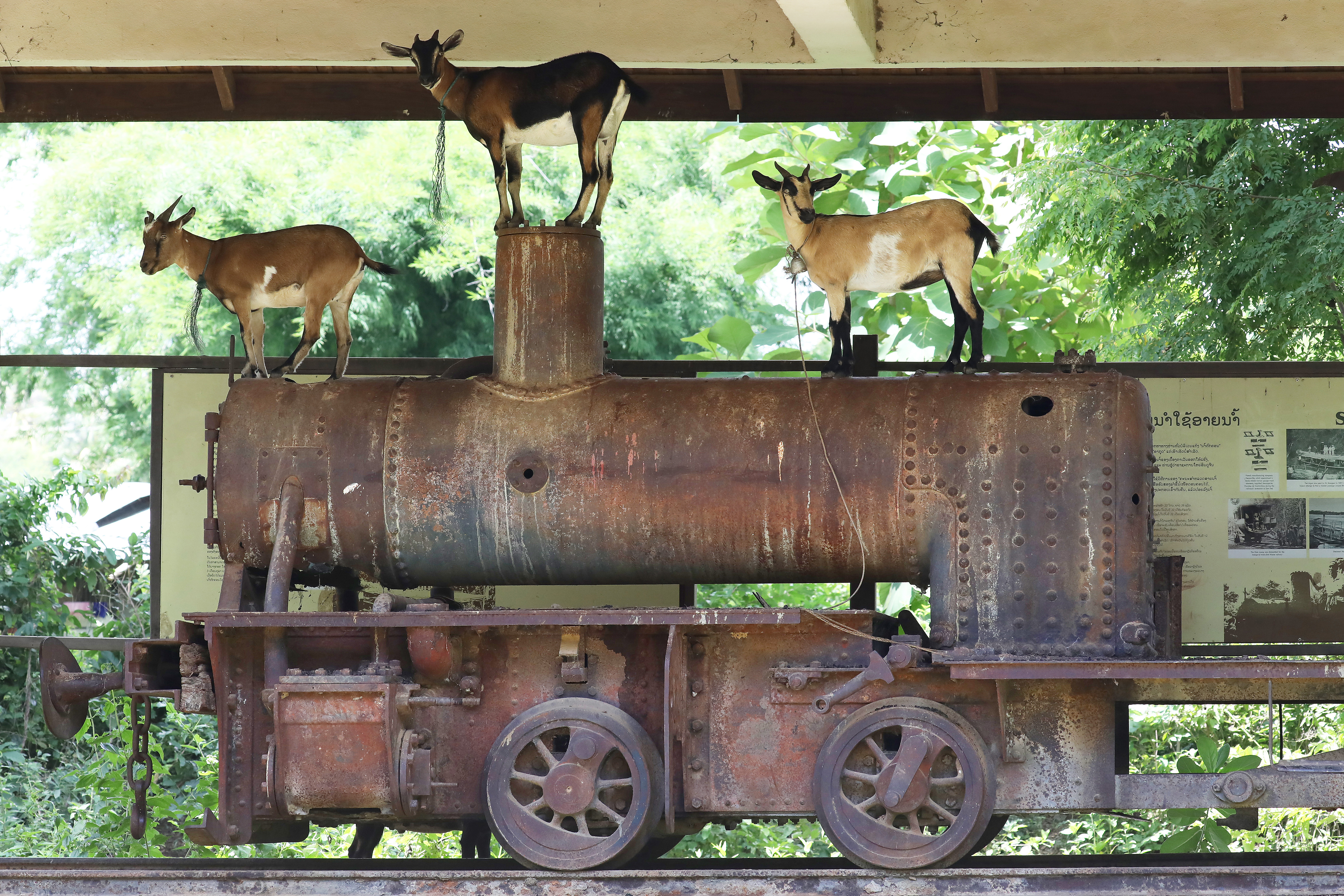
Locomotive de 1894
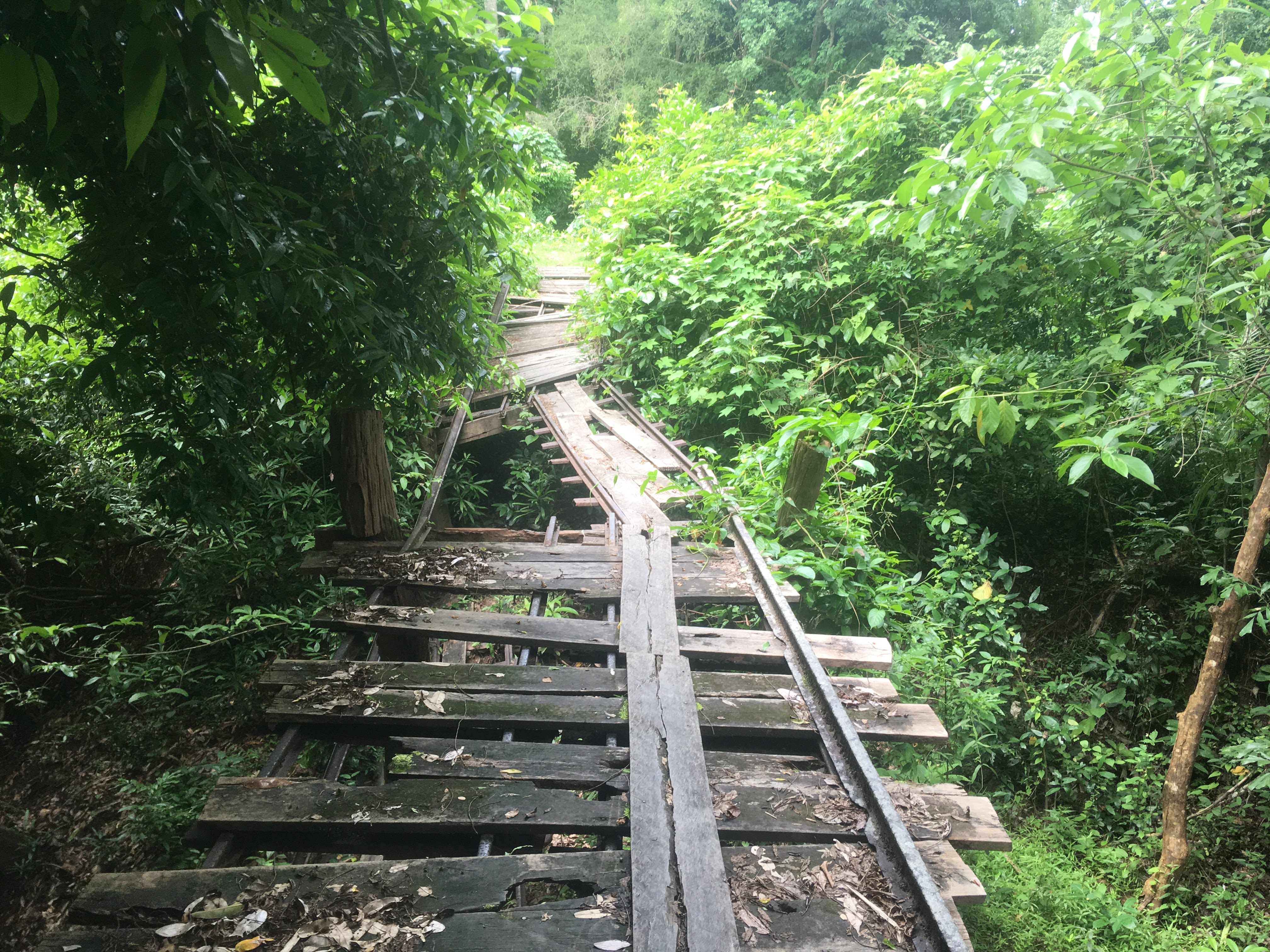
Rails

### Articles de revue (texte intégral)
- Les pêcheurs de l'île de Kône, Laurence Lemaire, Gavroche Thaïlande, no 65, août 1999, pages 47 et 48